# له مگنی
له مگنی (تلفظ در فرانسوی: [le maɲi] ) یک کمون در بخش اوت-سون در منطقه بورگونی-فرانش-کنته در شرق فرانسه است.

## مراجع
1. ↑  «اطلاعات گردشگری لس مگنی». دریافت‌شده در ۲۳ ژانویه ۲۰۲۵.